# El Real de Santa María
El Real de Santa María es un corregimiento y ciudad cabecera del distrito de Pinogana en la provincia de Darién, República de Panamá. Por su cercanía pasan los ríos Tuira, Chucunaque y Pires, así como de la frontera con Colombia. La población tiene 1.183 habitantes (2010).